# Szongnim
Szongnim (hangul: 송림시, Szongnim-si, handzsa: 松林市, RR: Songrim-si, ’fenyőerdő’) város Észak-Koreában, Észak-Hvanghe (Hwanghae) tartományban. 1947-ben választották le Hvangdzsu (Hwangju)ból és emelték városi rangra.

## Földrajza
Északról Phenjan (P'yŏngyang) Kangnam megyéje, keletről és délről Hvangdzsu (Hwangju), nyugatról a Tedong (Taedong) folyó, és annak túlpartján Nampho (Namp'o) város Tean-kujok (Taean-kuyŏk) városrésze határolja.
Legmagasabb pontja a 187 méter magas Szongnimszan (송림산; 松林山, Songrimsan).

## Közigazgatása
6 faluból (ri (ri)) és 19 tongból áll:
| - Kkopphin-tong (꽃핀동; 꽃핀洞, Kkotp'in-tong) - Negil-tong (네길동; 네길洞, Negil-tong) - Tongszong-tong (동송동; 東松洞, Tongsong-tong) - Szaphoil-tong (사포일동; 絲浦一洞, Sap'oil-tong) - Szaphoi-tong (사포이동; 絲浦二洞, Sap'oi-tong) - Szamga-tong (삼가동; 三街洞, Samga-tong) - Szemaul-tong (새마을동; 새마을洞, Saemaŭl-tong) - Szeszallimil-tong (새살림일동; 새살림一洞, Saesallimil-tong) - Szeszallimi-tong (새살림이동; 새살림二洞, Saesallimi-tong) - Szeszallimszam-tong (새살림삼동; 새살림三洞, Saesallimsam-tong) - Szeszallimsza-tong (새살림사동; 새살림四洞, Saesallimsa-tong) - Szokthap-tong (석탑동; 石塔洞, Sŏkt'ap-tong) | - Szongszan-tong (송산동; 松山洞, Songsan-tong) - Sinhung-tong (신흥동; 新興洞, Sinhŭng-tong) - Orju-tong (오류동; 五柳里, Oryu-tong) - Ungok-tong (운곡동; 雲谷洞, Ungok-tong) - Volbong-tong (월봉동; 月峯洞, Wŏlbong-tong) - Cson-tong (전동; 前洞, Chŏn-tong) - Csholszan-tong (철산동; 鐵山洞, Ch'ŏlsan-tong) - Tangszan-ri (당산리; 堂山里, Tangsan-ri) - Maszan-ri (마산리; 馬山里, Masan-ri) - Szoszong-ri (서송리; 西松里, Sŏsong-ri) - Szokthan-ri (석탄리; 石灘里, Sŏkt'an-ri) - Silljang-ri (신량리; 新兩里, Sinryang-ri) - Sinszong-ri (신성리; 新成里, Sinsŏng-ri) |

## Gazdaság
Szongnim (Songrim) város gazdasága acélgyártásra és feketekohászatra épül.

## Oktatás
Szongnim (Songrim) város egy ipari egyetemnek, számos főiskolának, köztük egy közgazdasági, egy érctani és egy fizikai főiskolának, illetve 11 általános és 15 középiskolának ad otthont.

## Egészségügy
A város számos egészségügyi intézménnyel rendelkezik, köztük egy városi szintű és kb. 10 helyi kórházzal.

## Közlekedés
A város közutakon a szomszédos helységek felől közelíthető meg. A megye vasúti kapcsolattal rendelkezik, a Phjongbu (P'yŏngbu) vasútvonallal összeköttetésben lévő Szongnim (Songrim) vasútvonal része.